# Mandala (politisches Modell)

Wichtige südostasiatische Mandalas, die teilweise nacheinander seit dem 5. Jahrhundert bestanden

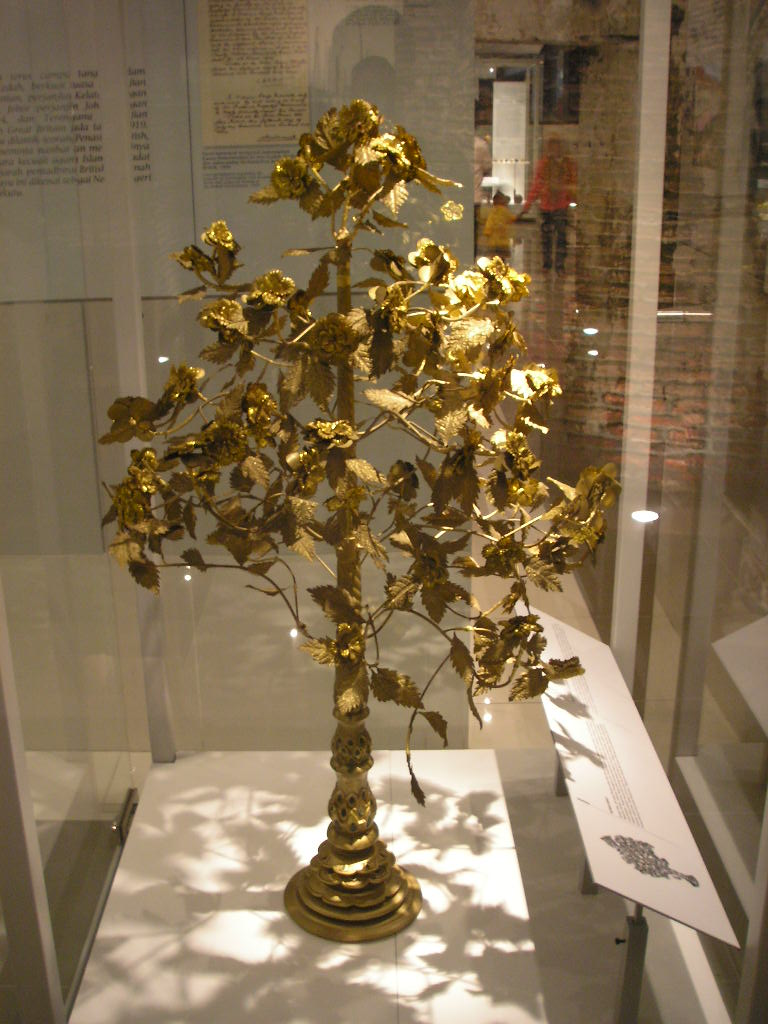
Bunga mas, „Goldene Blume“, ein Symbol der Anerkennung der siamesischen Oberherrschaft durch die nordmalaiischen Sultanate

Mandala (Sanskrit मण्डल maṇḍala, deutsch ‚Kreis‘) ist in der Geschichtswissenschaft eine Bezeichnung für das in Südostasien bis ins 19. Jahrhundert vorherrschende politische Modell. In dieser Vorstaatenwelt gab es keine souveränen Territorialstaaten, sondern eine Vielzahl lokaler oder regionaler Herrschaften, die in den Tai-Sprachen Müang und auf Malaiisch Kedatuan hießen. Deren Herrscher konnten in unterschiedlichen Graden der Abhängigkeit zu mächtigeren, übergeordneten Herrschern stehen, denen sie tributpflichtig waren. Deren Einfluss nahm vom Zentrum zum Rand ihres Einflussbereichs graduell ab. Dabei wurde die Kontrolle eines bestimmten Territoriums für unwichtig erachtet, im Vordergrund stand das Beziehungsgeflecht zwischen Personen. Grenzlinien wurden nicht definiert, ein Gebiet konnte gleichzeitig zu mehreren sich überlappenden Einflussgebieten gehören. Wichtiger als die Abgrenzung eines Mandalas nach außen war die Orientierung auf sein Zentrum.
Das Mandala-Modell ist sowohl auf das insulare als auch auf die Tiefebenen und Täler des kontinentalen Südostasien anwendbar. Das Inselreich Srivijaya (7. bis 13. Jahrhundert), Champa im heutigen Südvietnam (Blütezeit im 9. und 10. Jahrhundert), das Khmer-Reich von Angkor (9. bis 15. Jahrhundert), das Birma der Bagan-Epoche (11. bis 13. Jahrhundert) und der Taungu-Dynastie (16. bis 18. Jahrhundert), Majapahit (13. bis 15. Jahrhundert), die Königreiche Sukhothai (13. und 14. Jahrhundert) und Ayutthaya im heutigen Thailand (14. bis 18. Jahrhundert) waren demnach keine einheitlichen „Reiche“, sondern Einflusszonen des jeweiligen Tributherrn. 
Sie konnten in starken Phasen, wenn kleinere Zentren ihren Schutz suchten, expandieren und in Zeiten der Schwäche, wenn die untergeordneten Herrschaften in die Unabhängigkeit strebten, sich zusammenziehen („wie eine Ziehharmonika“, O. W. Wolters) oder ganz kollabieren. Wenn eines der untergeordneten Zentren den Einfluss seines Oberherrn schwinden sah, konnte es sich unabhängig erklären, und wenn der Einfluss einer anderen Macht zunahm, sich dieser unterordnen. Frühere Tributbeziehungen konnten sich auch umkehren, wenn ein ehemaliger Vasall stark an Macht gewann und sein früherer Schutzherr deutlich an Einfluss verlor.
Von chinesischen und europäischen Zeitgenossen, die ein anderes Staatsverständnis hatten, wurden diese netzwerkartigen Gebilde, die von einem mächtigen Oberherrscher abhängig waren, als einheitliche Flächenstaaten missverstanden. Die europäische Kartographie, die nur einheitliche Flächen mit fixen Grenzen kannte, verstärkte diese Fehlkonzeption.
Die Kriege im Südostasien der vorkolonialen Zeit dürfen in diesem Sinne auch nicht als Kämpfe zwischen Nationen verstanden werden, wie es in der späteren, nationalistisch geprägten Geschichtsschreibung getan wurde, sondern waren Konflikte um die Vorherrschaft im Rahmen des Mandala-Systems. Dabei konnten durchaus Herrscher, die der gleichen Ethnie angehörten, gegeneinander kämpfen und sich mit Herrschern einer anderen Ethnie gegen den gemeinsamen Feind verbünden. Bezeichnungen wie „Siamesisch-Birmanischer Krieg“ sind von daher eigentlich irreführend. Ebenso problematisch ist eine Gleichsetzung historischer Mandalas mit heutigen Nationalstaaten, wie sie beispielsweise in der nationalistischen Geschichtsschreibung Laos’ (mit Bezug auf das Mandala Lan Xang) verbreitet ist.
Das Mandala-System wurde durch die Kolonialisierung Südostasiens durch europäische Mächte überwunden, obwohl auch diese teilweise den traditionellen Herrschern abgestufte Grade an Autonomie ließen. In Thailand wurde es Ende des 19. Jahrhunderts durch die Einführung des Thesaphiban-Systems durch König Chulalongkorn und Prinz Damrong Rajanubhab beendet, die das damalige Siam von einem Mandala-Gebilde in einen Einheitsstaat umwandelten.
Das Mandala-Modell wurde erstmals 1982 von dem britischen, auf die Geschichte Südostasiens spezialisierten Historiker O. W. Wolters formuliert. Der deutsche Indologe Hermann Kulke und der thailändische Historiker Sunait Chutintaranond entwickelten es wesentlich weiter. Der sri-lankische Sozialanthropologe Stanley J. Tambiah vertritt seit 1977 ein sehr ähnliches Modell unter der Bezeichnung „galaxisartiges Gemeinwesen“ (galactic polity).